# إليزافيتا مالاشينكو
إليزافيتا مالاشينكو (الروسية: Малашенко, Елизавета Вячеславовна) مواليد 26 فبراير 1996 في تولياتي، هي لاعبة كرة يد روسية تلعب كظهير أيمن. مثلت منتخب روسيا لكرة اليد للسيدات.

## سجل المنافسة
شاركت في البطولات التالية:
- بطولة أوروبا لكرة اليد للسيدات 2016

## الإنجازات
- كأس أوروبا لكرة اليد للسيدات:
  - الفوز: 2013–14
- كأس أبطال الكؤوس الأوروبية لكرة اليد للسيدات:
  - النهائي: 2015–16

## روابط خارجية
- إليزافيتا مالاشينكو على موقع الاتحاد الأوروبي لكرة اليد (الإنجليزية)
- إليزافيتا مالاشينكو على موقع أوليمبيديا (الإنجليزية)